# El viaje de Arián
El viaje de Arián es el nombre de dos películas españolas dirigidas por Eduard Bosch, la primera es un cortometraje de 1995 y la segunda es un largometraje de 2000 inspirado en la anterior.

## El cortometraje de 1995

### Argumento
Arián (Alicia Cifredo), es una joven de veintitantos años, de carácter romántico e idealista que se ha movido desde su infancia en ambientes radicales vascos y participa activamente en la Kale borroka. A través de Vivaldi (Abel Folk), un terrorista obsesionado por la música clásica del que está enamorada, Arián comienza a integrarse en la organización terrorista realizando tareas de información. Al resultar identificada por la policía tras los incidentes que se producen después de una manifestación, Arián tiene que abandonar su casa y refugiarse en el piso franco en el que se esconde el comando. Se incorpora entonces al grupo terrorista para participar en el secuestro de la hija de un conocido industrial navarro. Arián abandona a sus padres, sus amigos, sus estudios, su grupo de teatro y emprende un viaje que implica entrar en un mundo sin retorno.

### Comentarios
Esta película trata de plasmar la faceta humana de un grupo de terroristas, obvia las ideologías y centra el debate en lo que se hace por defenderlas.
Es una película de ficción, y algunos de los sucesos que relata nunca han sucedido.
La película se rodó en 16 mm tras finalizar su director sus estudios en el American Film Institute de Los Ángeles.

## El largometraje de 2000
El film está basado en el cortometraje que realizó en 1995 y ha sido merecedor de varios premios. 
Los escenarios del rodaje son Barcelona, Pamplona y Bayona.

### Premios
- Festival de Málaga. 2000. Mención especial del Jurado a la actuación de Íngrid Rubio.
- XII Festival de cine L'Alfas del Pi. 2000. "Faro de Plata" al mejor largometraje.
- Festival de San Sebastián. Seleccionada en la sección "Made in Spain".
- Festival de cine de Nantes. 2001. Mención especial del Jurado.

- Datos: Q5827053